# Bolle di sapone (album)
Bolle di sapone è l'unico album di Gilda pubblicato nel 1976 dalla Radio Records.

## Disco
Il disco parla della vita contadina nella località in cui è nata, dei suoi sogni, delle amarezze dovute al distacco dai suoi affetti e della voglia di essere sempre legata a valori e sentimenti che sono i fondamenti della sua vita.
I testi e le musiche sono della stessa Gilda, gli arrangiamenti e la direzione d'orchestra di Mario Mellier.
Nel disco non è contenuto il suo brano più famoso, discusso vincitore del Festival di Sanremo del 1975: Ragazza del sud. E' invece presente Aspetta brano con cui tentò di partecipare al Festival del 1973.

## Tracce

### Lato A
1. Bolle di sapone
2. Un amore senza tempo
3. Tienimi stretta a te
4. La gente come me
5. Aspetta

### Lato B
1. Uomo
2. Cerco
3. 3/4 sull'aia
4. Lontano...da chi
5. Chi ha detto